# Mansilla de las Mulas (kommun)
Mansilla de las Mulas är en kommun i Spanien.   Den ligger i provinsen Provincia de León och regionen Kastilien och Leon, i den norra delen av landet, 270 km nordväst om huvudstaden Madrid. Antalet invånare är 1 922.